# Ida Heinrich
Ida Heinrich (* 1979; † 15. Februar 2019) war eine grönländische Opernsängerin.

## Leben
Ida Heinrich war die Tochter des Politikers Nikolaj Heinrich (* 1938) und seiner Frau Cecilie (* 1941). Bereits in ihrer frühen Jugend sang sie 1993 im Chor NIPE und im Nordischen Frauenchor. 1994 wurde sie von der isländischen Chorleiterin Margrét Palmadóttir entdeckt und studierte von 2000 bis 2006 Mezzosopran an der Gesangsschule in Reykjavík. Sie begleitete Björk als Chorsängerin. Ida Heinrich war die erste Opernsängerin Grönlands. 2016 wurde bei ihr Darmkrebs diagnostiziert. 2018 wurde sie zur grönländischen Frau des Jahres gekürt und im selben Jahr erhielt sie den Grönländischen Kulturpreis. Ida Heinrich erlag ihrem Krebsleiden Anfang 2019 im Alter von 39 Jahren und hinterließ zwei Kinder.